# 藤平純三
藤平 純三（ふじひら じゅんぞう、旧姓・丹羽、1871年8月17日（明治4年7月3日） - 没年不明）は、日本の銀行家。村井銀行常務取締役。族籍は東京府士族。

## 人物
旧名古屋藩士・丹羽與三郎の四男であり、退役海軍少将・丹羽教忠の弟、大井田瑞足の兄である。1901年、先代いしの入夫となり家督を相続した。藤平家は其の祖遠く日蓮上人の末弟貫名藤平重友に出た。
1899年、東京帝国大学法科大学法律学科（英法）を卒業。横浜正金銀行に入り、同行桑港支店支配人、羅府分店支配人となり、長崎支店支配人となる。1918年、村井吉兵衛の懇望により村井銀行に転じ取締役兼総支配人に挙げられ、のち常務取締役となり調査部長を兼任。
趣味は釣魚。住所は東京市外大井町坂下。終戦後は東京都文京区西片町の長女夫婦の家に寄寓していた。

## 家族・親族
丹羽家（実家）
- 父・丹羽与三郎 - 尾張藩士・鎌倉鶴岡八幡宮宮司
- 兄・丹羽教忠 - 海軍少将
- 弟・大井田瑞足 - 大井田義忠の養子。鉄道技師兼内務技師、監督局技術課長。長男・大井田忠義の岳父に寺野寛二。長女・尚子の夫に絵本出版で知られる金井信生堂の金井英一。[7][8][9][10]
- 妹・山屋貞子 - 山屋他人の妻。曾孫に皇后雅子。

藤平家
藤平家は日蓮の末弟・貫名藤平重友を祖とし、重友の長子・重継が藤平を姓とし、その子孫が上総国大野村に定住した一族。
- 妻・いし（1877年 - ?、藤平重資の娘）[2]
- 男・資忠（1909年 - ?）[2]
- 妹
  - かく（農学博士・西垣恒矩の妻）[3][4]
  - たけ（笹野雄太郎の妻）[3]
  - しま - 春藤和の妻。春藤は三菱銀行常務・花王油脂会長などを務めた。
- 長女・以曾子（福田得太郎の妻）[11]
- 二女・米子（笹野堅の妻）[3]
- 三女・美加子（石川準吉の妻）[12]

親戚
- 笹野甚四郎（缶詰製造・精米業）
- 笹野雄太郎（広島県多額納税者、缶詰製造・精米業）